# Miersikkelwants
De miersikkelwants (Himacerus mirmicoides, synoniem Aptus mirmicoides) is een wants uit de familie sikkelwantsen (Nabidae).
De soort werd voor het eerst wetenschappelijk beschreven door O.G. Costa. 

## Uiterlijk
De soort kan 8-10,5 mm lang worden. Ze hebben een zwart connexivum met oranje-rode vlekken en roodbruine vleugels  met een spanwijdte van 8-10 mm. Er komen zelden volledig gevleugelde exemplaren voor en ook die kunnen niet vliegen. De nimfen zijn geheel vleugelloos en lijken in de eerste fase sterk op mieren. De wetenschappelijke naam mirmicoides verwijst ook naar deze gelijkenis. Het plaatselijk doorzichtige schild van de nimfen suggereert een ingesnoerd lichaam, als dat van een mier. Deze gelijkenis verdwijnt in latere instar. 
Waarschijnlijk heeft dit uiterlijk voordelen omdat mieren minder worden gegeten door andere dieren. 
De imagos van de soort lijken sterk op soortgelijke roofwantsen en kunnen bijvoorbeeld verward worden met Himacerus apterus, alleen aan de lengte van de antennes zijn ze te onderscheiden. 

## Verspreiding en levenswijze
De soort komt overal in Europa voor. In Nederland is de soort ook algemeen. 
De paring begint in het voorjaar en uit de gelegde eitjes komt in augustus de nieuwe generatie en ze overwinteren als imago. 
De dieren jagen op andere insecten, zijn zowel 's nachts als overdag actief en leven op de grond of in lage planten.